# Нікітін Юрій Вікторович
Юрій Вікторович Нікітін (нар. 15 липня 1978, Херсон) — український спортсмен, який спеціалізується в стрибках на батуті, олімпійський чемпіон (2004). Заслужений майстер спорту.

## Біографія
У дитинстві в Херсоні ходив на гуртки з настільного тенісу та плавання. Якось на тренування прийшов тренер зі стрибків на батуті, шукав невисоких хлопців для занять. Так почалося захоплення стрибками на батуті.
Мешкає і тренується в Миколаєві.
Перший тренер — Ігор Молчанов.
З 2001 року його тренер — заслужений тренер України Володимир Горжий.
У 2001 закінчив Миколаївський національний університет імені В. О. Сухомлинського.
Юрій Нікітін — почесний громадянин префектури Маруссі — передмістя Афін. Його ім'ям названі спортивна школа в Афінах і центр олімпійської підготовки в Миколаєві. Нагороджений орденом «За заслуги» ІІІ ступеня.

## Спортивні досягнення
Золоту олімпійську медаль Юрій Нікітін здобув на афінській Олімпіаді 2004 року. Триразовий чемпіон Європи, переможець етапів Кубка світу, володар Кубка України 2003 року.